# Jan Mesdag
Jan Mesdag, pseudoniem van Jan Henry de Vey Mestdagh (Rotterdam, 8 december 1953 - Amsterdam, 4 december 1988) was een Nederlands zanger en kleinkunstenaar. Hij maakte in de jaren '80 furore in de kleinkunstwereld. Niet alleen zong hij, hij kon ook acteren, viool spelen en goochelen.

## Opleiding
Na zijn gymnasium (A) opleiding in Rotterdam vertrok Mesdag in 1974 naar Utrecht. Hier studeerde hij gedurende een jaar muziekwetenschappen. Hij merkte echter dat hij de praktijk boven de theorie verkoos. Daarom volgde hij daarna gedurende twee jaar klassieke zanglessen aan het conservatorium Utrecht. In 1977 werd hij aangenomen bij de Kleinkunstacademie in Amsterdam. Jan Mesdag belandde in de klas bij onder andere Kees Prins, Arjan Ederveen en Rik Hoogendoorn.
Een workshop van een Amerikaanse artiest werkte zo inspirerend, dat Mesdag in 1979 besloot om naar New York te vertrekken en daar zijn opleiding te hervatten. Van mei 1979 tot januari 1981 volgde Mesdag toneellessen bij theaterpedagoge Stella Adler. en workshops, onder andere bij Circle Repertory Theatre. Ook trad hij samen met cabaretier Steve Ross op in de Broadway Theatre Club 'Ted Hook's On Stage'. Toen de Amerikaanse immigratiedienst erachter kwam dat Mesdag een studentenvisum had en dus niet mocht werken, keerde hij weer terug naar Amsterdam.

## Carrière
Mesdag zong vervolgens in De Nelson Revue (1982/1983), met onder andere Gerrie van der Klei, Jacques Klöters, Erik Breij en Haye van der Heyden, en speelde de titelrol in De Zoon van Louis Davids (1983/1984). Zijn tegenspelers waren in deze musical onder andere Johan Ooms, Lex Goudsmit, Jenny Arean, Gerrie van der Klei, Joost Prinsen en debutante Karin Bloemen.
Voor zijn optredens werd hem in 1983 de Pall Mall Exportprijs toegekend. Het prijzengeld gebruikte Mesdag om voor de tweede keer naar New York te gaan. Hij ambieerde een internationale carrière en verwachtte met open armen te worden ontvangen op Broadway. Dat viel echter tegen. Was New York hem een paar jaar eerder nog gunstig gezind geweest, begin 1985 was Mesdag slechts een van de vele acteurs die hoopten op een doorbraak. Na vijf maanden keerde hij terug naar Nederland, waar hij de draad van zijn carrière weer oppakte. Hij speelde in verschillende voorstellingen, zoals Die Fledermaus en The Dutch Black and White Minstrell Show.

## Aids
Begin jaren 80 haalde een nieuwe ziekte het wereldnieuws: in New York raakten steeds meer (homoseksuele) mensen besmet met HIV. Dit was in de tijd dat Jan in deze stad woonde. Na een aantal jaar bleek de ziekte ook in Nederland voor te komen. Begin 1987 liet Jan zich testen op aids. Hij bleek hiv-positief te zijn. De testuitslag zorgde ervoor dat hij tijdens de repetitieperiode van de musical Cats moest afhaken. Hij zou in deze voorstelling de rol van Koos de Theaterkat spelen. Later dat jaar kreeg Mesdag last van de eerste symptomen van aids. Hierdoor moest hij definitief stoppen met werken.

## Jacques Brel
Mesdags laatste wens was om Jacques Brel te vertolken. Met hulp van zijn vrienden werd daarom begin 1988 geregeld dat hij een album kon opnemen. De vaste vertaler van Brel-nummers, Ernst van Altena, zorgde voor nieuwe vertalingen van een aantal liederen. Nico van der Linden zorgde voor de arrangementen en de muzikale begeleiding. Met goedkeuring van de erven van Brel vonden in de zomer van 1988 de opnamen plaats. Het album kwam uit in november 1988 en werd positief ontvangen door het publiek en de meeste critici. Mesdag heeft echter slechts één maand van zijn succes kunnen genieten. Op 4 december van dat jaar stierf hij, enkele dagen vóór zijn 35e verjaardag. Jan Mesdag zingt Brel wordt door kenners beschouwd als een van de beste Nederlandse Brel-vertolkingen.

## Documentaire
In 2008 verscheen over "Jan Mesdag zingt Brel" een gelijknamige documentaire, onder regie van Emma Westermann. De première vond plaats tijdens het Nederlands Film Festival te Utrecht. Ter gelegenheid van de première hebben Dyzlo Film en Westermann de CD "Jan Mesdag zingt Brel" opnieuw uitgebracht.

## Onderscheiding
- Pall Mall Exportprijs 1983, uitgereikt in januari 1984